# Ambrussum
Ambrussum è un sito archeologico romano che si trova nel sud-ovest della Francia, nella regione della Linguadoca-Rossiglione, risalente al periodo della conquista romana della Gallia. Il sito si trova lungo l'antica via Domizia, nel territorio del comune di Villetelle, lungo la riva destra del fiume Vidourle.

## Struttura del sito

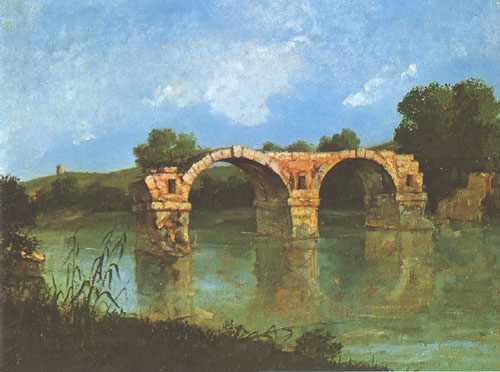
Pont Ambrussum in un dipinto di Gustave Courbet del 1857

Nel sito si individuano quattro parti (da nord a sud):

### I Quartieri bassi
La zona dei Quartieri bassi si trova nella parte più a nord del sito. Questi sono i resti di un ostello lungo la Via Domizia destinato ad ospitare i viaggiatori. Questi ostelli erano tipicamente disposti lungo le strade principali ad intervalli di circa 30 km, che corrispondono alla distanza che veniva mediamente percorsa a piedi in un giorno. I resti sono datati intorno al 30 a.C. e furono abbandonati circa nel 240 d.C. probabilmente per una inondazione del Vidourle. Scavi effettuati nel 1994 hanno portato alla luce i resti di una caldaia di un centro termale. Sono stati ritrovati anche vari oggetti in ceramica, un forno, e un altare religioso.

### La Via Domizia
La Via Domizia era una strada romana che attraversava tutto il territorio dell'allora Gallia Narbonense congiungendo la valle del Rodano con la Spagna. Porzioni ben conservate della strada romana sono visibili in prossimità del ponte. Il selciato è profondamente segnato dai solchi delle ruote dei carri che nel corso del tempo hanno scavato delle vere e proprie rotaie nelle pietre.

### Il Pont Ambrussum
Il Pont d'Ambrussum (o Pont Ambroix), si trova nel centro del sito, dove la Via Domizia attraversava il Vidourle. Il ponte risale al I secolo a.C. ed era in origine lungo circa 100 metri con 11 archi a tutto sesto. Ancora in uso nel Medio evo, fu parzialmente smantellato nel XIV secolo dagli abitanti di Gallargues. I vari straripamenti del fiume hanno causato nel tempo la distruzione di numerose arcate. Nel 1857 quando il ponte venne dipinto da Gustave Courbet erano ancora in piedi due arcate. L'alluvione del 1933 fece cadere la penultima arcata ed oggi ne resta in piedi una sola ben visibile nel centro del fiume.

### L'oppidum
Nella parte sud del sito, su una collinetta che digrada dolcemente verso la riva destra del Vidourle, si trova l'oppidum romano racchiuso dalle mura fortificate. Gli scavi effettuati in questa zona a partire dalla metà del XVIII secolo e fino al 1967 hanno portato alla luce reperti appartenenti a varie epoche storiche. I resti più antichi risalgono al Neolitico (circa 2300 a.C.), e all'età del Bronzo. Sono state rinvenute anche ceramiche etrusche e un pezzo di una coppa greca del VI-V secolo a.C. La vera e propria città fortificata che chiamiamo oppidum risale invece al IV secolo a.C. ed è composta da tre parti principali:
- La parte meglio conservata è costituita dalle fortificazioni costruite al tempo stesso del borgo. Nel corso del tempo le fortificazioni hanno subito delle modifiche, in particolare le torri, inizialmente a base quadrata, sono state arrotondate e ne sono state aggiunte delle altre nel II secolo d.C. Attualmente restano visibili 26 torri disposte lungo un perimetro di circa 635 metri, disposte lungo la parte alta a ovest e sud-ovest, la parte a est, verso la riva del Vidourle, è completamente scomparsa, le pietre che la componevano sono probabilmente state utilizzate dalle popolazioni locali per costruzioni o per la produzione della calce.
- Nella parte più alta dell'oppidum sono visibili i resti di due abitazioni e di un edificio pubblico. L'abitazione più a nord è addossata alle mura fortificate e risale al I secolo d.C., essa fu costruita sopra un precedente insediamento e mostra una grande casa con un cortile interno. Anche la seconda abitazione, che si trova nella parte sud dell'oppidum, fu edificata nello stesso periodo. Ha una superficie di circa 400 metri quadrati ed è chiaramente ispirata ai modelli urbanistici romani con le parti più vicino a l'ingresso riservate agli schiavi e ai servi, mentre la parte posteriore è occupata dalle camere dei proprietari. Se le abitazioni sono chiaramente influenzate dai modelli romani, non così avviene per le tecniche costruttive che sembrano essere quelle tradizionali locali della Gallia.
- Nella parte sud, affacciato sul fiume, sono presenti i resti di un edificio pubblico costruito nel I secolo a.C. L'edificio, lungo circa 40 metri, era aperto sul lato nord, ove presentava un porticato che si apriva su un'ampia piazza lastricata. pilastri che ora sappiamo dove sorgeva, dove recanti il tetto. Lo scopo dell'edificio non è stato possibile identificarlo con certezza in quanto nel corso degli ultimi secoli è stato completamente smantellato; da alcuni resti ritrovati si è avanzata l'ipotesi che si trattasse di un mercato.